# Lotus loweanus
Lotus loweanus — вид рослин з родини бобові (Fabaceae), ендемік Мадейри.

## Опис
Багаторічна, не витка рослина.

## Поширення
Ендемік Мадейри.